# 2013 în Republica Moldova
2011 - 2012 - 2013 - 2014 - 2015
2013 în Republica Moldova a însemnat o serie de noi evenimente notabile.

## Evenimente
13 februarie
- Este destrămată Alianța pentru Integrare Europeană.

8 martie
- Prim ministrul Vladimir Filat a prezentat Președintelui Republicii Moldova Nicolae Timofti demisia Guvernului.[1]

16 martie
- Are loc finala concursului Eurovision 2013. Aliona Moon se clasifică pe poziția a 14-a cu melodia "O mie".[2]

30 mai
- Este constituită Coaliția Pro-Europeană[3] ca urmare a destrămării Alianței pentru Integrare Europeană (2009 - 2013) la 13 februarie.

31 mai
- Este format Guvernul Iurie Leancă.[4]

13 august
- Pe șoseaua Muncești are loc un grav accident rutier soldat cu 8 decese.[5]

10 septembrie
- Serviciul rus pentru Protecția Consumatorilor interzice importul în Rusia al vinurilor moldovenești.[6]

4 octombrie
- În Găgăuzia sunt interziși termenii de limbă, literatură și istorie română.[7][8]

3 noiembrie
- Manifestația „Pro Europa” de la Chișinău din 2013[9]

5 decembrie
- Curtea Constituțională a Republicii Moldova a decis că textul din declarația de independență prevalează textului din Constituție. Astfel, limba română este limba de stat a Republicii Moldova, deoarece acesta este termenul precizat în Declarația de Independență a țării.[10]